# Cordylomera schmidi
Cordylomera schmidi es una especie de escarabajo longicornio del género Cordylomera, tribu Phoracanthini, subfamilia Cerambycinae. Fue descrita científicamente por Adlbauer en 2015.

## Descripción
Mide 8,5-11 milímetros de longitud.

## Distribución
Se distribuye por Camerún.